# Гура-Веїй (Ракова, Бакеу)
Гура-Веїй (рум. Gura Văii) — село у повіті Бакеу в Румунії. Входить до складу комуни Ракова.
Село розташоване на відстані 256 км на північ від Бухареста, 17 км на північний захід від Бакеу, 80 км на південний захід від Ясс, 146 км на північний схід від Брашова.

## Населення
За даними перепису населення 2002 року у селі проживали 784 особи, усі — румуни. Усі жителі села рідною мовою назвали румунську.